# Красимира Василева
Красимира Стоянова Василева е бивша национална състезателка по художествена гимнастика, заслужил майстор на спорта (1978).

## Биография
Красимира Василева е родена на 9 август 1962 г. в гр. Кюстендил, където започва да тренира в местната школа по художествена гимнастика.
Сребърна медалистка с ансамбловото съчетание от Световното първенство през 1977 г., бронзова медалистка с ансамбловото съчетание от Световното първенство през 1978 г. Европейска шампионка с ансамбловото съчетание от Европейското първенство през 1978 г.